# كابروني كا.8
كابروني كا.8 (بالإنجليزية: Caproni Ca.8)‏ هي طائرةٌ إيطاليَّة، صنعتها شركة كابروني للطائرات، وكان أول تحليقٍ لها في 13 يونيو 1911.